# Copa Interclubes de la Uncaf U17 de 2018
La Copa Interclubes de la Uncaf U17 de 2018 fue la primera edición realizada con sede en Costa Rica, se disputó entre 7 clubes de Centroamérica.

## Equipos participantes
| Equipos participantes   | Equipos participantes | Equipos participantes  | Equipos participantes |
| ----------------------- | --------------------- | ---------------------- | --------------------- |
| L. D. Alajuelense       | Puntarenas F. C.      | C. D. Águila           | Comunicaciones F. C.  |
| C. D. Honduras Progreso | Real Estelí F. C.     | Sporting San Miguelito |                       |

## Fase de grupos

### Grupo A
| Equipo                 | Pts. | PJ | PG | PE | PP | GF | GC | DF |
| ---------------------- | ---- | -- | -- | -- | -- | -- | -- | -- |
| L. D. Alajuelense      | 9    | 3  | 3  | 0  | 0  | 8  | 3  | 5  |
| C. D. Honduras         | 4    | 3  | 1  | 1  | 1  | 7  | 7  | 0  |
| Real Estelí F. C.      | 2    | 3  | 0  | 2  | 1  | 4  | 6  | -2 |
| Sporting San Miguelito | 0    | 3  | 0  | 1  | 2  | 2  | 5  | -3 |

| 26 de noviembre de 2018 | Sporting San Miguelito | 1:3 | C. D. Honduras Progreso                     | Estadio Rafael Bolaños, Alajuela |                           |
|                         | Edwin Saldívar 25'     |     | Héctor Medrano 9' 14' · Moisés Barahona 53' | Árbitro(s): César Nolasco        | Árbitro(s): César Nolasco |

| 26 de noviembre de 2018 | L. D. Alajuelense                                                | 3:1 | Real Estelí F. C.  | Estadio Rafael Bolaños, Alajuela |                         |
|                         | Paulo Rodríguez 27' · Gabriel Rodríguez 23' · Fabián Álvarez 39' |     | Edgar Castillo 61' | Árbitro(s): Victor Ríos          | Árbitro(s): Victor Ríos |

| 27 de noviembre de 2018 | Real Estelí F. C. | 0:0 | Sporting San Miguelito | Estadio Rafael Bolaños, Alajuela |  |

| 27 de noviembre de 2018 | C. D. Honduras Progreso | 1:3 | L. D. Alajuelense                              | Estadio Rafael Bolaños, Alajuela |                        |
|                         | Brian Sierra 57'        |     | Geancarlo Castro 24' · Paulo Rodríguez 48' 66' | Árbitro(s): Julio Luna           | Árbitro(s): Julio Luna |

| 28 de noviembre de 2018 | Real Estelí F. C.                                                      | 3:3 | C. D. Honduras Progreso                     | Estadio Rafael Bolaños, Alajuela |                           |
|                         | Walner Vázquez 18' (pen.) · Franklin González 27' · Edgar Castillo 54' |     | José Aguilera 16' 39' · Michael Bonilla 64' | Árbitro(s): César Nolasco        | Árbitro(s): César Nolasco |

| 28 de noviembre de 2018 | L. D. Alajuelense                          | 2:1 | Sporting San Miguelito     | Estadio Rafael Bolaños, Alajuela |                         |
|                         | Juan Arce 65' · Paulo Rodríguez 75' (pen.) |     | Adrián González 50' (pen.) | Árbitra: Melissa Borjas          | Árbitra: Melissa Borjas |

### Grupo B
| Equipo               | Pts. | PJ | PG | PE | PP | GF | GC | DF |
| -------------------- | ---- | -- | -- | -- | -- | -- | -- | -- |
| Comunicaciones F. C. | 6    | 2  | 2  | 0  | 0  | 2  | 0  | 2  |
| C. D. Águila         | 3    | 2  | 1  | 0  | 1  | 3  | 1  | 2  |
| Puntarenas F. C.     | 0    | 2  | 0  | 0  | 2  | 0  | 4  | -4 |

| 26 de noviembre de 2018 | Puntarenas F. C. | 0:3 | C.D Águila                                                     | Estadio Rafael Bolaños, Alajuela |                         |
|                         |                  |     | Paulo Ulloa 8' · César Rodríguez 10' · Esly Escobar 33' (pen.) | Árbitra: Melissa Borjas          | Árbitra: Melissa Borjas |

| 27 de noviembre de 2018 | C. D. Águila | 0:1 | Comunicaciones F. C. | Estadio Rafael Bolaños, Alajuela |                          |
|                         |              |     | Bryan Cabrera 63'    | Árbitro(s): Josué Ugalde         | Árbitro(s): Josué Ugalde |

| 28 de noviembre de 2018 | Comunicaciones F. C. | 1:0 | Puntarenas F. C. | Estadio Rafael Bolaños, Alajuela |                       |
|                         | Xavier Florián 71'   |     |                  | Árbitra: Erick Lezama            | Árbitra: Erick Lezama |

## Fase final

### Semifinales
| 30 de noviembre de 2018 | Comunicaciones F. C. | 0:2 | C. D. Honduras Progreso                | Estadio Rafael Bolaños, Alajuela |                          |
|                         |                      |     | Marvin Ávila 34' · Michael Bonilla 48' | Árbitro(s): Erick Lezama         | Árbitro(s): Erick Lezama |

| 30 de noviembre de 2018 | L. D. Alajuelense                                           | 3:2 | C. D. Honduras Progreso                | Estadio Rafael Bolaños, Alajuela |                         |
|                         | Paulo Rodríguez 4' · Esteban Solano 10' · Fabián Álvarez 4' |     | Roberto Martínez 8' · Esly Escobar 34' | Árbitro(s): Víctor Ríos          | Árbitro(s): Víctor Ríos |

### Tercer lugar
| 1 de diciembre de 2018 | Comunicaciones F. C.               | 2:3 | C. D. Águila                                               | Estadio Rafael Bolaños, Alajuela |  |
|                        | Darwin Díaz 35' · Carlos Lemus 59' |     | Carlos Chavez 11' · César Rodríguez 35' · Esly Escobar 65' |                                  |  |

### Final
| 1 de diciembre de 2018 | L. D. Alajuelense   | 1:1 (4:3 p.) | C. D. Honduras Progreso | Estadio Rafael Bolaños, Alajuela |  |
|                        | Kevin Hernández 40' |              | Héctor Medrano 46'      |                                  |  |

|                                     |
| Bandera de Costa Rica               |
| Campeón L.D Alajuelense 1.er título |

## Estadísticas

### Goleadores
| Jugador         | Equipo            | Goles |
| --------------- | ----------------- | ----- |
| Paulo Rodríguez | L. D. Alajuelense | 5     |
| Esly Escobar    | C. D. Honduras    | 3     |
| Héctor Medrano  | C. D. Honduras    | 3     |
| José Aguilera   | C. D. Honduras    | 2     |
| Fabián Álvarez  | L. D. Alajuelense | 2     |
| Michael Bonilla | C. D. Honduras    | 2     |
| Edgar Castillo  | Real Estelí F. C. | 2     |
| César Rodríguez | C. D. Águila      | 2     |